# Weltrekord
Ein Weltrekord bezeichnet die beste weltweit jemals erzielte Leistung in einer bestimmten Disziplin, besonders im Sport. Weltrekorde können nur ermittelt werden, wenn der Leistungsbemessung eine quantifizierbare physikalische Größe wie zum Beispiel eine Zeit, eine Strecke, oder eine Geschwindigkeit zugrunde liegt.
In abgeleiteter Bedeutung wird die Bezeichnung auch für weltweite Rekorde in sonstigen Bereichen verwendet, etwa in Technik und Natur.

## Bedeutung des Guinness-Buch der Rekorde
Eine Auflistung von Rekorden aller Art wird im Guinness-Buch der Rekorde geführt. Für die Anerkennung solcher Rekorde gibt es eigene Kriterien, die von der Redaktion des Buches festgelegt wurden. Das Guinness-Buch führt allerdings nur Rekorde von zahlenden Kunden und recherchiert Rekorde nicht selbst und neutral. Ein Weltrekord gilt als offiziell, wenn er gut belegt ist, zum Beispiel durch Zeugen oder durch Rezeption in der Presse. Das Guinness-Buch erwartet beispielsweise handschriftliche Beglaubigungen von zwei unabhängigen Zeugen. Selbst der Redaktion bekannte Rekorde werden nicht zwangsläufig aufgeführt. Das Guinness-Buch kann also nur als einer von mehreren Anhaltspunkten und nicht als vollständige Datenbank gesehen werden.

## Weltrekorde im Sport

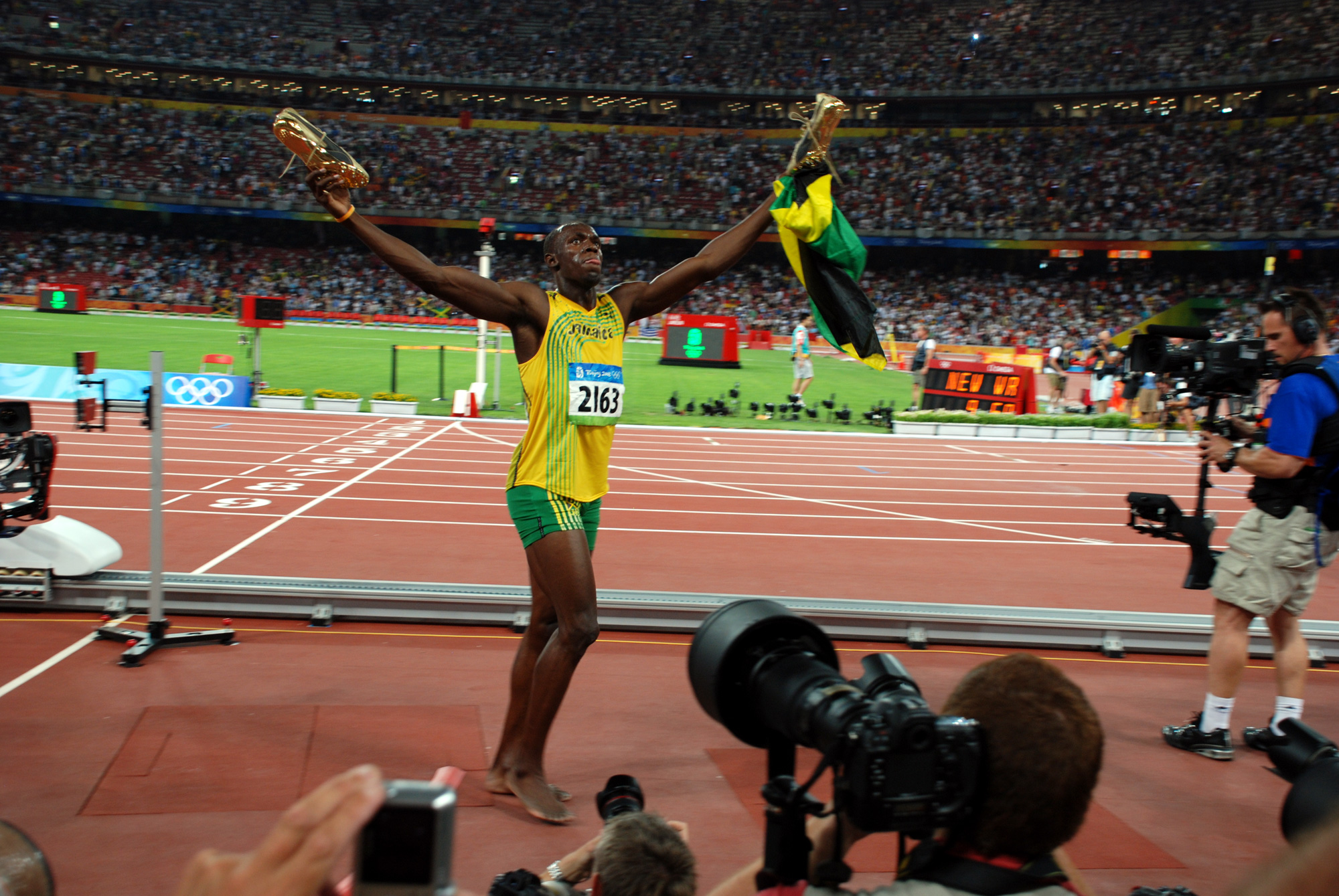
Usain Bolt, Weltrekordhalter im 100-Meter-Lauf

### Anerkennung
Ein sportlicher Weltrekord muss nach den Bestimmungen des zuständigen internationalen Sportverbandes nach vorgeschriebenen Kriterien erzielt werden, um anerkannt zu werden. Diese enthalten in der Regel bestimmte Vorgaben bezüglich Wettkampfstätte und Außenbedingungen (v. a. bezüglich der Windgeschwindigkeit und der Temperatur), für die verwendeten Sportgeräte sowie für die Ermittlung des Wettkampfergebnisses (v. a. bezüglich der Zeitmessung, der Besetzung des Kampfgerichtes). In den meisten Sportarten ist auch eine Dopingkontrolle nach dem Wettkampf Voraussetzung für die Anerkennung. Vielfach werden nur Rekorde anerkannt, die bei offiziellen internationalen Wettkämpfen erzielt wurden. Bestleistungen, die diese Kriterien nicht erfüllen, werden nicht in die offiziellen Listen aufgenommen.
Eine andere Form der Anerkennung von Weltrekorden wird beispielsweise im Segeln praktiziert. Zuständig ist das World Sailing Speed Record Council (WSSRC), ein Gremium, das ursprünglich zur Veranstaltung von Segelwettbewerben gegründet wurde. Es ist formal eine unabhängig wirtschaftende Non-Profit-Organisation nach britischem Recht, die zum Weltseglerverband World Sailing gehört. Dort müssen Weltrekordversuche im Voraus und gebührenpflichtig angemeldet werden. Die Höhe der Anmeldegebühr ist abhängig von der Art des angestrebten Rekords. Sie reicht von wenigen hundert Britischen Pfund Tagespauschale bis zu mehreren tausend Pfund Monatspauschale plus Reisekosten und Spesen von Beobachtern des WSSRC oder ist bei nicht beobachtbaren Rekordarten eine Versuchspauschale. Für den Versuch eines Streckenrekords über den Atlantik ist beispielsweise eine Anmeldegebühr von 946 £ (Stand April 2011) und für jede Versuchswiederholung nach einem Abbruch nochmals 710 £ im Voraus zu zahlen. Die Anerkennung eines erfolgreichen Versuchs und Eintragung in die Rekordliste kostet weitere 474 £, die Ausstellung und Zusendung einer Urkunde kostet nochmal extra.
Neben internationalen Sportverbänden stellen auch Wirtschaftsunternehmen, die Sportveranstaltungen organisieren, vermarkten oder die Rechte daran verwerten, Listen mit Weltrekorden zusammen. Diese Unternehmen gründen sich zumeist auf britischem Recht, britischem Sport- und Rekordverständnis (record als ggf. sortierte Auflistung bemerkenswerter, vergleichbarer Ereignisse nach mehr oder weniger kurios definierten Regeln und Kriterien). Beispiele dafür sind die FIA (z. B. Formel 1), die ATP (Tennis), die World Professional Billiards & Snooker Association oder die US-amerikanischen National Hockey League (Eishockey), Major League Baseball und die National Basketball Association, die unternehmensinterne Bestleistungen mangels Vergleichbarkeit direkt zu Weltrekorden erklären.

### Aberkennung
Sollte sich herausstellen, dass ein Rekord mit unlauteren Mitteln (Doping, Betrug etc.) erzielt wurde, wird dieser von der Liste der Rekorde gestrichen. Ebenfalls wird die Rekordliste aktualisiert, wenn ein Sportgerät verändert wird. So wurde der Schwerpunkt des Speers beim Speerwurf häufiger verändert, da die Gefahr bestand, dass der alte Speer zu weit fliegen könnte. Die Rekordliste wurde daraufhin neu begonnen, die vorherigen Rekorde verloren ihre Gültigkeit.
In einigen Sportarten wurde auch diskutiert, dopingverdächtige Weltrekorde (z. B. etliche Schwimm-Weltrekorde aus den 1980er-Jahren) generell aus den offiziellen Listen zu streichen.

### Auszeichnung
In einigen professionellen Wettkampfserien werden durch den Veranstalter für Weltrekorde spezielle Prämien ausgeschrieben, so z. B. in der Leichtathletik. Der Sportler oder die Mannschaft, die den Weltrekord erzielt hat, wird Weltrekordhalter genannt.
Die beste Leistung einer Wettkampfsaison (die nicht mit dem Kalenderjahr übereinstimmen muss) wird Weltjahresbestleistung genannt.

### Verzicht auf Listen
In einigen Sportarten gibt es aufgrund der stark veränderlichen Bedingungen keine offiziellen Weltrekorde, obwohl beispielsweise die schnellsten Zeiten ermittelt werden. Meist betrifft dies die sogenannten Outdoorsportarten, so z. B. Straßenradsport, Rudern (Liste der Weltbestzeiten im Rudern), Kanurennsport oder Spielsportarten, wo sich allenfalls statistische Rekorde ermitteln lassen (siehe z. B. Tennisrekorde). Hierfür findet sich gelegentlich die Bezeichnung Weltbestleistung.

### Weltrekorde in einzelnen Sportarten
- Liste der Weltrekorde im Bahnradsport
- Liste der Weltrekorde im Kunstradfahren
- Liste der Weltrekorde im Eisschnelllauf
- Liste der Weltrekorde im Gewichtheben
- Liste der Inline-Speedskating-Weltrekorde
- Leichtathletik-Weltrekorde
- Liste der Schwimmweltrekorde

## Weitere Rekorde
- Vom Menschen getriebene Fahrzeuge
- Geschwindigkeitsweltrekord auf dem Wasser